# Масимо Ботура
Масимо Ботура (на италиански: Massimo Bottura) е италиански готвач.
Роден е на 30 септември 1962 година в Модена. Обучава се при френския готвач Жорж Коани, а по-късно и при Ален Дюкас и Феран Адрия. През 1995 година открива своя ресторант „Остерия Франческана“ в Модена, който през следващите години придобива международна известност. Развива свой характерен стил, съчетаващ традиционната кухня на Емилия-Романя с елементи на френската кухня и модерни иновации.